# Mark Covell
Mark Covell, född den 7 november 1967 i Glasgow, är en brittisk seglare.
Han tog OS-silver i starbåt i samband med de olympiska seglingstävlingarna 2000 i Sydney.